# Begonia elatostemmoides
Espèce
Synonymes
- Begonia loloensis Gilg[2]

Begonia elatostemmoides est une espèce de plantes de la famille des Begoniaceae.
L'espèce fait partie de la section Filicibegonia.
Elle a été décrite en 1871 par Joseph Dalton Hooker (1817-1911).

## Répartition géographique
Cette espèce est originaire des pays suivants : Cameroun ; Gabon ; Zaire.